# Базавлуцький Сергій Семенович
Сергій Семенович Базавлуцький (рос. Сергей Семенович Базавлуцкий; 25 серпня 1949, м. Кривий Ріг — 27 грудня 2024) — російський підприємець та меценат українського походження.

## Біографія
Народився 25 серпня 1949 року в Кривому Розі. Після закінчення Криворізького гірничого технікуму за спеціальністю «Розробка рудних родовищ» сім років працював на залізорудних шахтах бурильником та гірничим майстром.
У 1975 році переїхав на Колиму, де близько шести років пропрацював на золоторозсипних шахтах ділянки «Молодіжна» копальні «Бурхала», а згодом ще 10 років працював начальником кар'єра на ділянці «Річкова» копальні «Штурмова».
1989 року Базавлуцького обрали директором артілі «Кривбас», а у 1993 році він разом із сином Семеном створили ТОВ «Артіль старателів „Кривбас“». У 2013 році на підприємстві було видобуто 887,5 кг золота, що на 232 кг більше за показник минулого року.
Захоплювався футболом і займався фінансуванням різних благодійних ініціатив, зокрема, розвитком спорту серед школярів райцентру Ягодне, матеріальною підтримкою дітей-сиріт та ветеранів Другої світової війни. Щорічно з ініціативи директора підприємства в Ягоднинському районі проводяться турніри з міні-футболу.
Допоміг також фінансово українському режисерові-документалісту Олександру Рябокрису під час зйомки трьохсерійного фільму «Українці на Колимі», який демонструвався на «Першому національному» телеканалі в Україні.

## Нагороди
- Орден «За заслуги перед Вітчизною» II ступеня (24 вересня 2007 року) — за досягнуті успіхи і багаторічну сумлінну роботу[8].